# Микрантоцереус
Микрантоцереус (лат. Micranthocereus) — род суккулентных растений семейства Кактусовые (Cactaceae) произрастающий на территории Бразилии (Баия, Минас-Жерайс).

## Название
Родовое латинское название Micranthocereus, происходит от др.-греч. μῑκρός, mīkrós — «маленький», греч. άνθος, (ánthos) — «цветок» и названия рода Cereus — Цереус (от лат. cereus — «восковой» или «восковая свеча». Это название указывает на маленькие цветки, которые характерны для растений этого рода.
Русскоязычное название является транслитерацией латинского.

## Описание
Представители рода Микрантоцереус представляют собой одиночные растения с разветвленными стеблями, которые могут быть прямыми или горизонтальными. На основных ареолах наблюдается гипертрофия колючек или их отсутствие. Ребра растений узкие и плотно покрыты колючками, а ареолы расположены близко друг к другу.
Цветки мелкие, трубчатые и обильные. Они часто имеют двухцветное окраску, где наружные лепестки могут быть розовыми или красными, а внутренние лепестки – желтого, белого или кремово-белого цвета. Цветки формируются на боковых псевдоцефалиях, которые представляют собой измененные участки стебля, где ареолы образуют дополнительные щетинки. Некоторые виды растений опыляются различными животными. Например, Micranthocereus purpureus опыляется летучими мышами и имеет цветки со специфическим запахом. Другие виды растений опыляются колибри, пчелами или бабочками. При созревании плоды приобретают красный цвет и мясистую консистенцию, а семена имеют темно-коричневую окраску.

## Таксономия
Micranthocereus Backeb., первое упоминание в Blätt. Kakteenf. 5(6): 9 (1938).

### Синонимы
Гетеротипные (основанные на разных номенклатурных типах):
- Austrocephalocereus Backeb. (1938)
- Siccobaccatus P.J.Braun & Esteves (1990)

### Виды
Подтвержденные виды по данным сайта Plants of the World Online на 2023 год:
- Micranthocereus albicephalus (Buining & Brederoo) F.Ritter
- Micranthocereus aureispinus F.Ritter
- Micranthocereus auri-azureus Buining & Brederoo
- Micranthocereus dolichospermaticus (Buining & Brederoo) F.Ritter
- Micranthocereus estevesii (Buining & Brederoo) F.Ritter
- Micranthocereus flaviflorus Buining & Brederoo
- Micranthocereus hofackerianus (P.J.Braun & Esteves) M.Machado
- Micranthocereus polyanthus (Werderm.) Backeb.typus
- Micranthocereus purpureus (Gürke) F.Ritter
- Micranthocereus streckeri Van Heek & Van Criek.
- Micranthocereus violaciflorus Buining

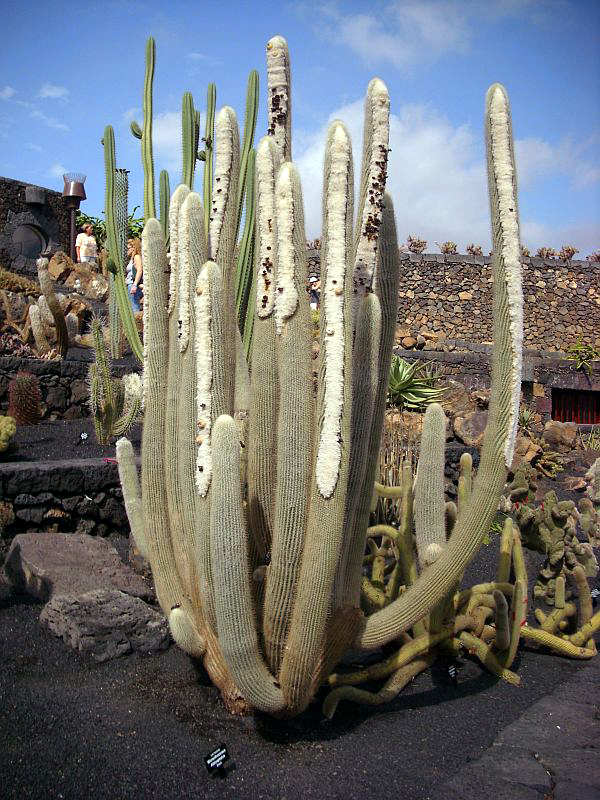
Micranthocereus albicephalus
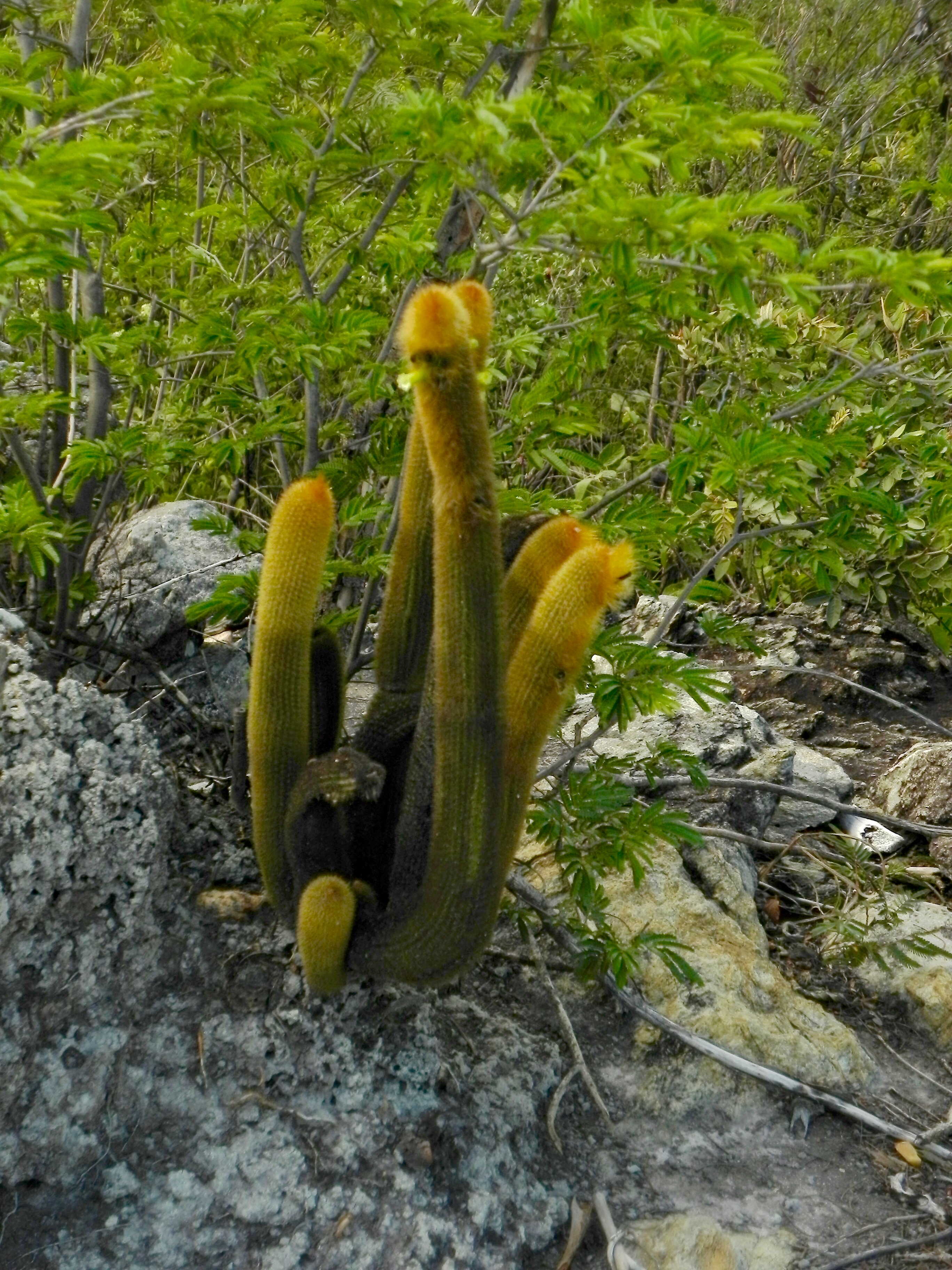
Micranthocereus aureispinus
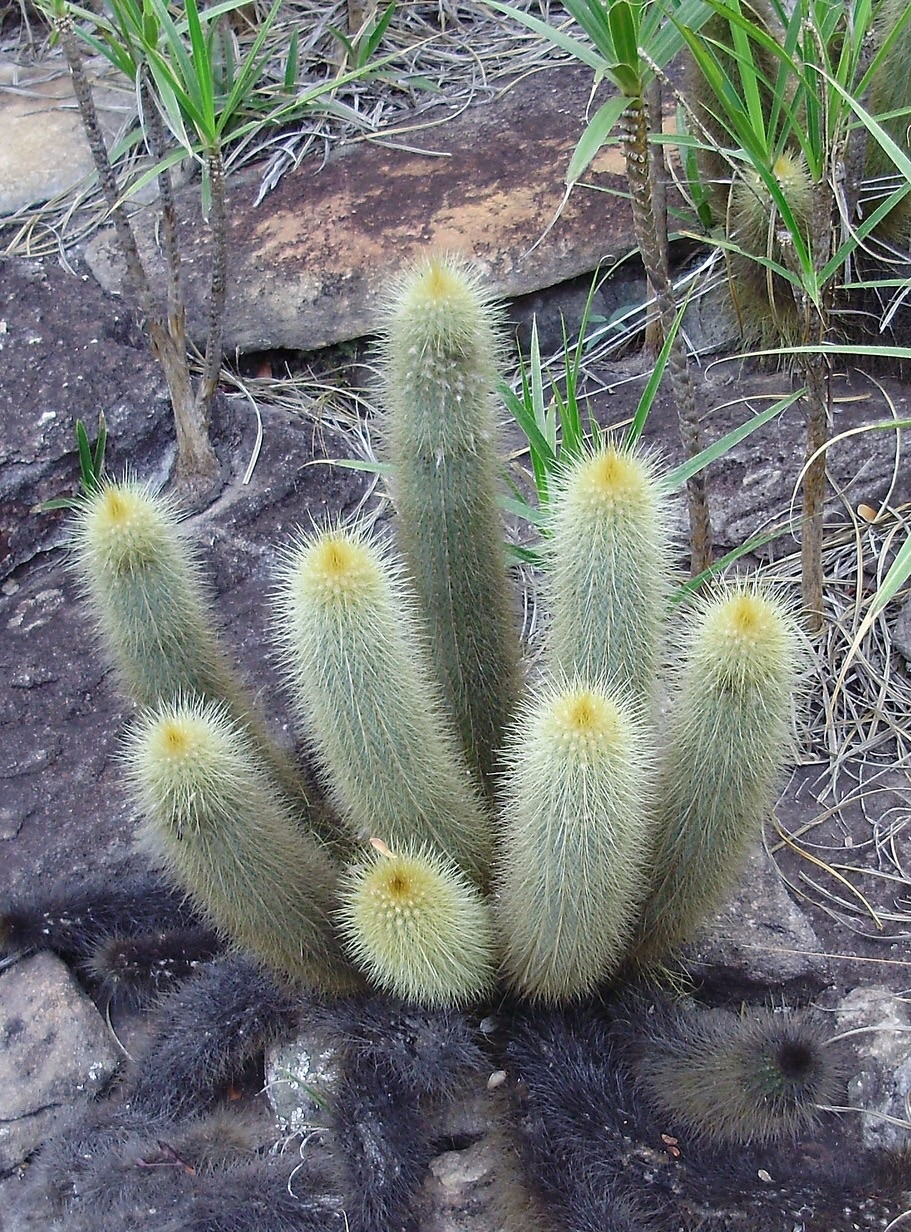
Micranthocereus auri-azureus
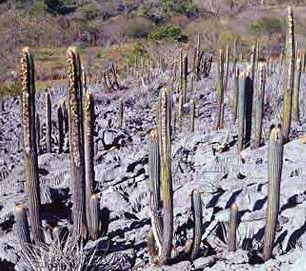
Micranthocereus dolichospermaticus
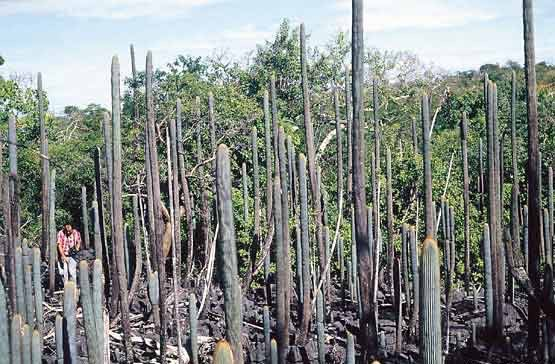
Micranthocereus estevesii
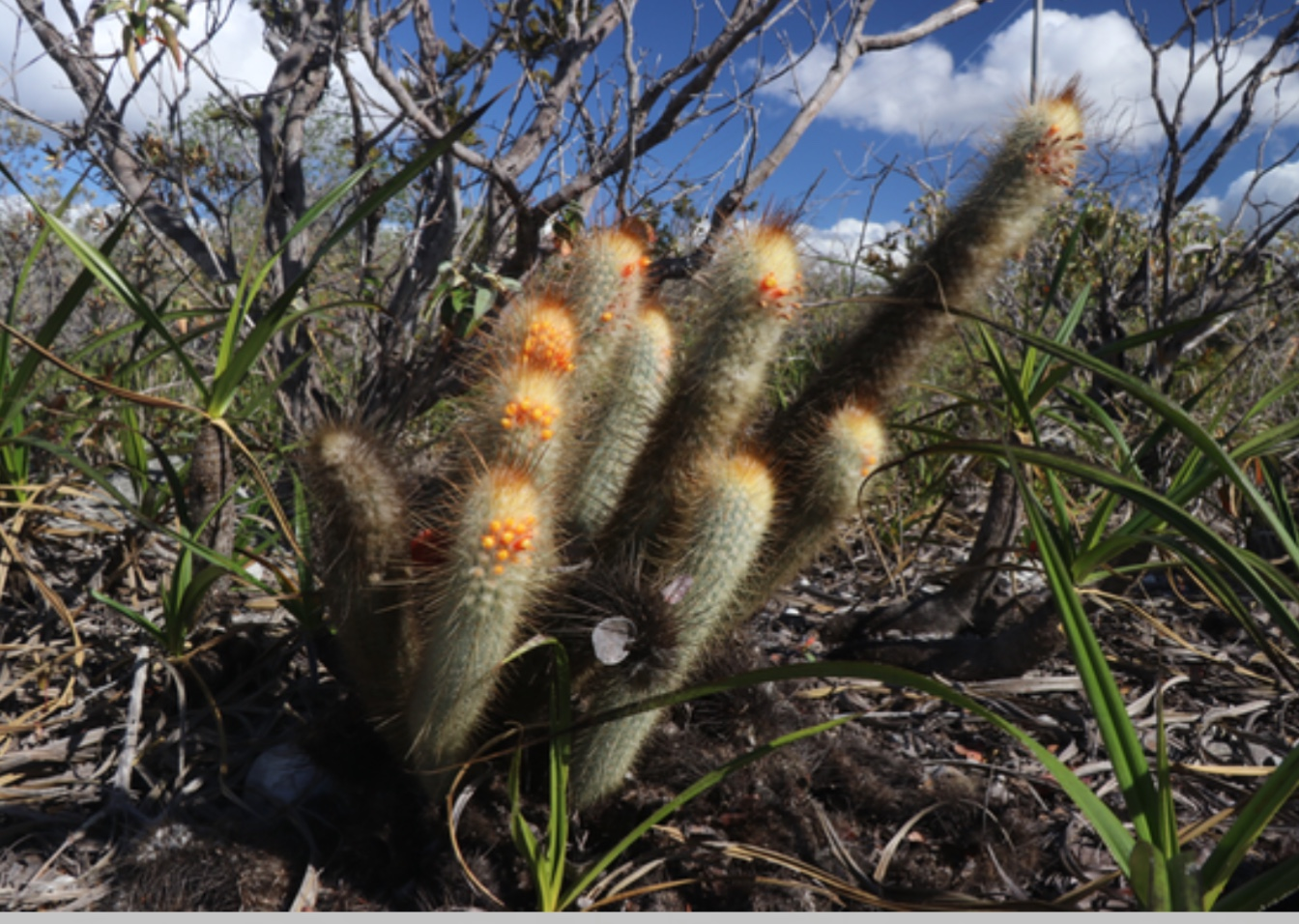
Micranthocereus flaviflorus
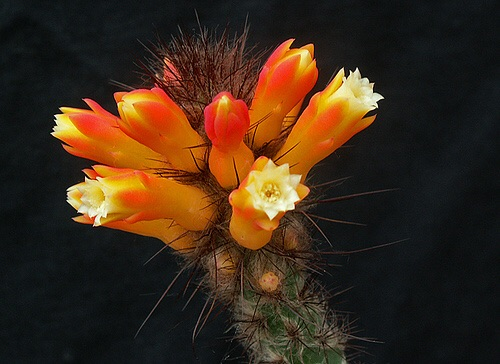
Micranthocereus hofackerianus
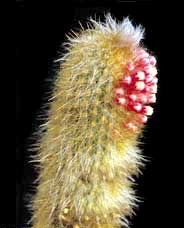
Micranthocereus polyanthus
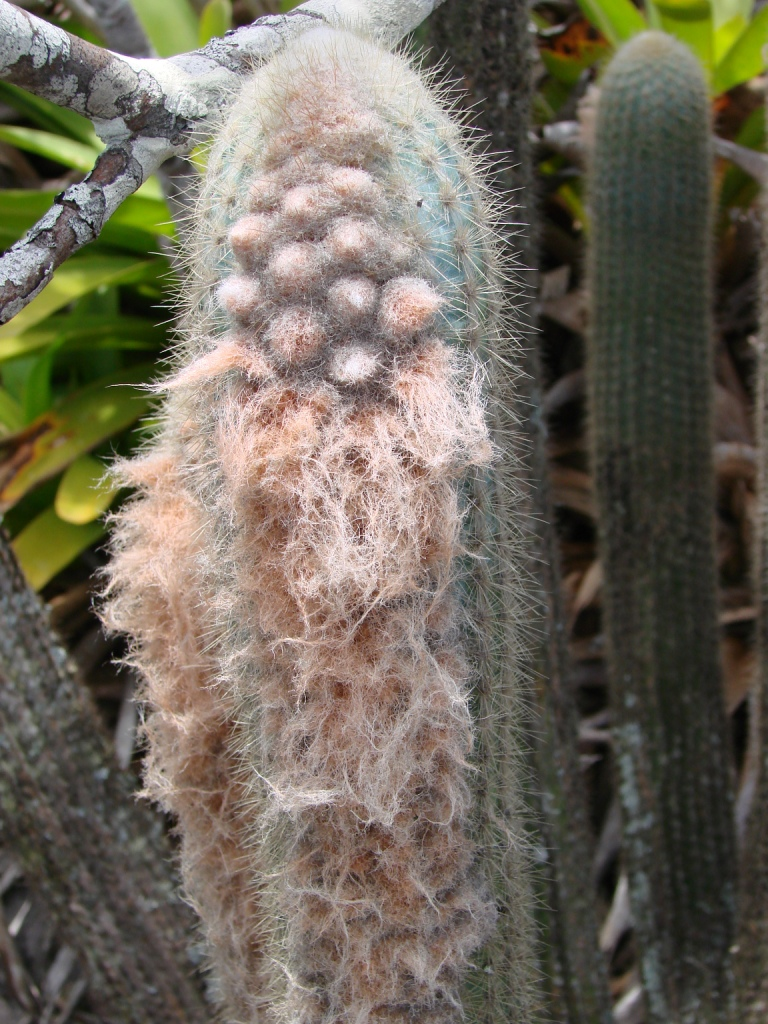
Micranthocereus purpureus
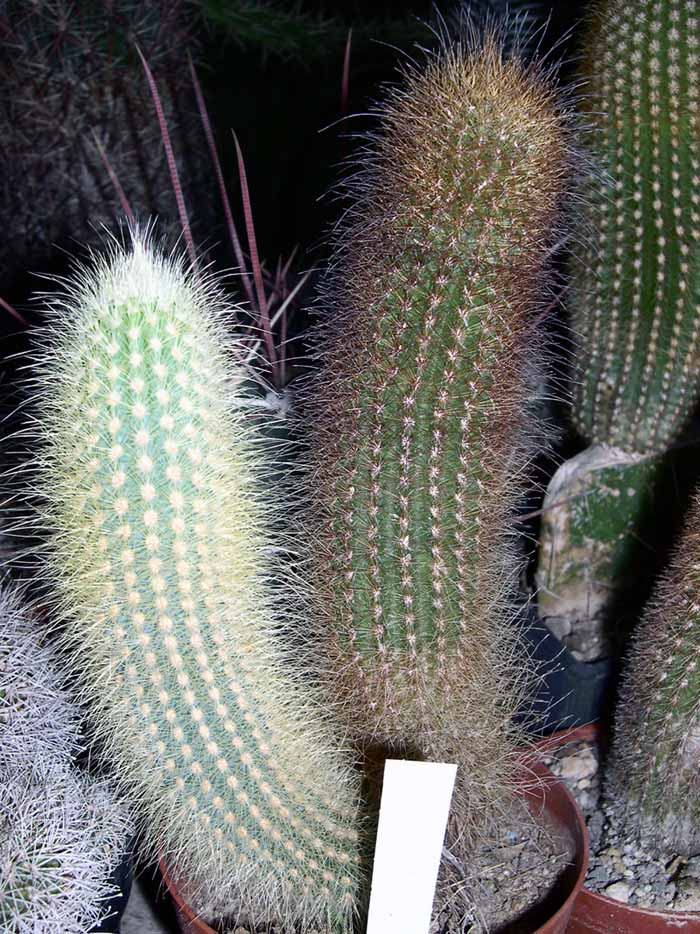
Micranthocereus streckeri
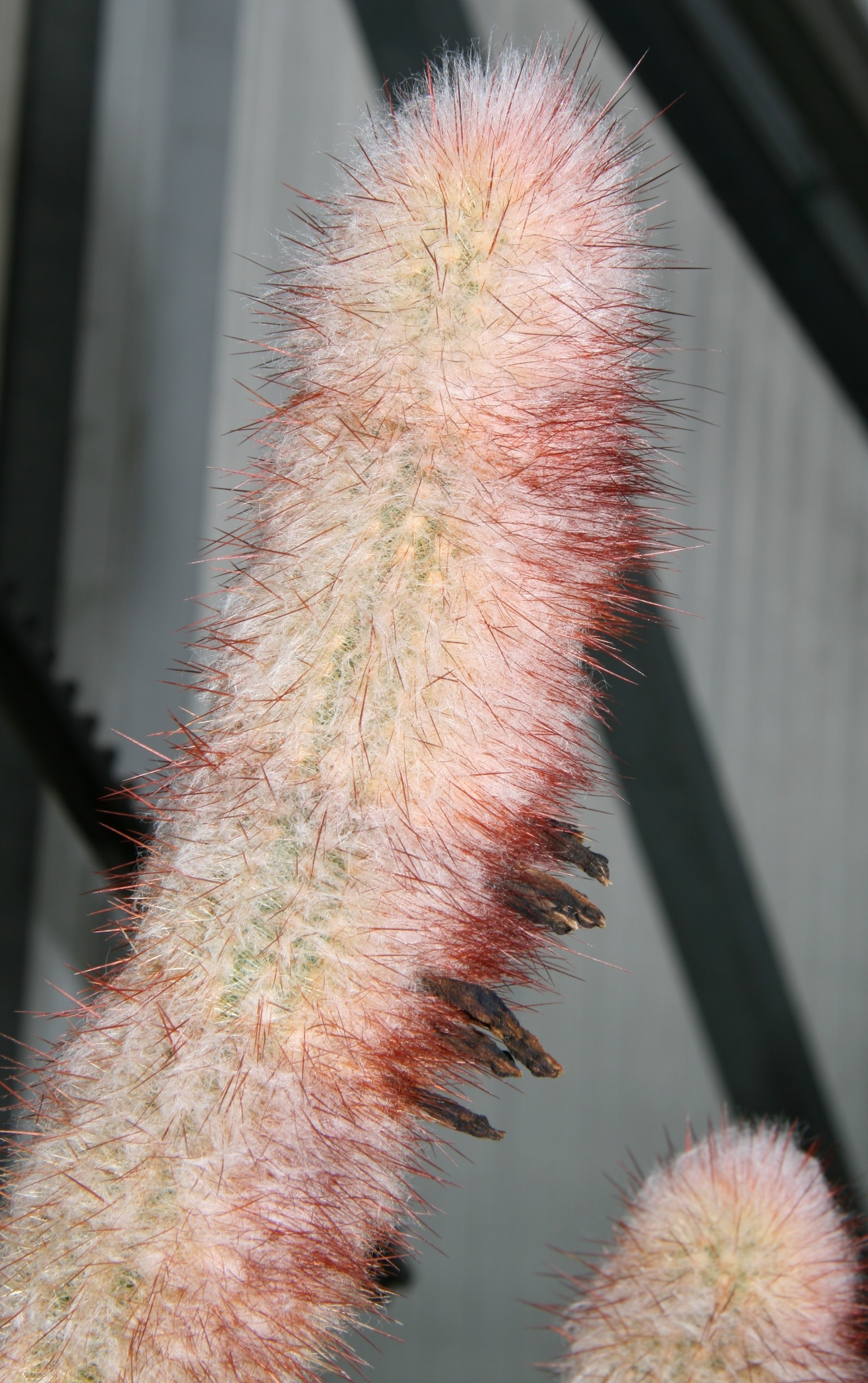
Micranthocereus violaciflorus